# Jerzy Greszkiewicz
Jerzy Greszkiewicz, né le 16 janvier 1950 à Gdansk, est un tireur sportif polonais.

## Carrière
Jerzy Greszkiewicz participe aux Jeux olympiques de 1976 à Montréal et remporte la médaille de bronze  dans l'épreuve du 50 mètres cible mobile.